# Ламбет-Норт (станція метро)
51°29′56″ пн. ш. 0°06′42″ зх. д. / 51.498889° пн. ш. 0.111667° зх. д.

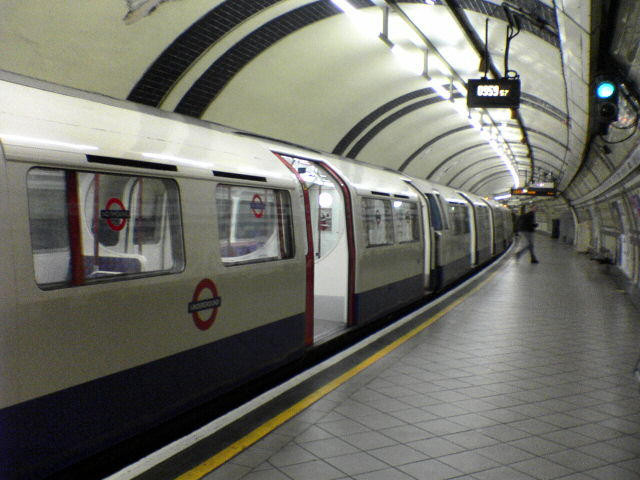
Платформа метростанції Ламбет-Норт

Ламбет-Норт (англ. Lambeth North) — станція лінії Бейкерлоо Лондонського метро, розташована у боро Ламбет, під рогом Вестмінстер-брідж-роуд та Бейліс-роуд, між метростанціями Елефант-енд-Касл та Ватерлоо. Станція розташована у 1-й тарифній зоні. Пасажирообіг на 2017 рік — 3.53 млн осіб
Є найближчою метростанцією до Імперського воєнного музею. 
Станцію відкрито 10 березня 1906 у складі Baker Street & Waterloo Railway за назвою Кеннінгтон-роуд. До відкриття 5 серпня 1906 року метростанції Елефант-енд-Касл була кінцевою. В цей же день назву станції змінено на Вестмінстер-брідж-роуд. У квітні 1917 року станцію перейменовано на Ламбет-Норт. 9 листопада 1996 — 14 липня 1997 року та липень 2016 — лютий 2017 року станцію закрито на реконструкцію.

## Пересадки
- Автобуси оператора London Buses маршрутів:  12, 53, 59, 148, 159, 453, C10 та нічний маршрут N109